# Диковець Іван Васильович
Іван Васильович Диковець (рос. Иван Васильевич Диковец; 3 січня 1938) — радянський футболіст. Нападник, виступав, зокрема за «Динамо» (Київ), «Шахтар» (Сталіно) і «Карпати» (Львів).
Грав за «Спартак» (Ужгород), «Динамо» (Київ), «Шахтар» (Сталіно), «Карпати» (Львів) і «Буковину» (Чернівці).